# Stellan Ekberg
Nils Stellan Ekberg, född den 29 januari 1919 i Göteborg, död den 20 december 1985, var en svensk ingenjör. 
Ekberg avlade examen vid Chalmers tekniska högskola 1943, blev teknologie licentiat vid Kungliga Tekniska Högskolan 1951, teknologie doktor och docent där 1958. Han var assistent vid Chalmers 1943–1945, anställd vid telestyrelsen 1945–1964 och blev professor i teletrafiksystem vid KTH 1964. Han publicerade skrifter i transmissionsteori och teletrafikteori.